# Mauke
Mauke (tradycyjna nazwa Akatokamanava) – wyspa wchodząca w skład Południowych Wysp Cooka, należąca administracyjnie do terytorium zależnego Nowej Zelandii – Wyspy Cooka. Wyspa stanowi jednocześnie jednostkę administracyjną o takiej samej nazwie.
Wyspa ma powierzchnię 18,4 km², a zamieszkana jest przez 297 mieszkańców (dane na 2007 rok). Wyspa jest wyniesionym atolem – dawną rafę stanowi ciągnący się wzdłuż wybrzeża wał wysoki na kilkanaście metrów, za którym znajduje się podmokła niecka (dawna laguna), w środku której znajduje się dwudziestokilkumetrowy płaskowyż (dawny rdzeń wulkanu wokół którego narósł atol). W północnej części wyspy znajduje się lotnisko.
Na wyspie znajdują się dwie wioski: Kimiangatau na północno-zachodnim wybrzeżu i Oiretumu na centralnym płaskowyżu.
Wyspa została odkryta w 1823, a od 1888 wraz z innymi wyspami archipelagu stanowi protektorat brytyjski, zwany od 1891 Cook Islands Federation. W 1901 atol wraz z całymi Wyspami Cooka został przekazany Nowej Zelandii.

## Demografia
Liczba ludności zamieszkującej wyspę Mauke:
| 1971 | 1976 | 1981 | 1986 | 1996 | 2001 | 2006 | 2011 | 2016 |
| ---- | ---- | ---- | ---- | ---- | ---- | ---- | ---- | ---- |
| 763  | 710  | 681  | 692  | 652  | 470  | 391  | 307  | 297  |

Od połowy XX wieku, pomimo wysokiego przyrostu naturalnego, liczba ludności wyspy spada. Głównym powodem takiego stanu rzeczy jest emigracja zarobkowa na największą i najludniejszą spośród Wysp Cooka Rarotongę oraz do Nowej Zelandii.